# 郵政大臣
郵政大臣（ゆうせいだいじん、英: Minister of Posts and Telecommunications）は、かつて日本の郵政省の長および主任の大臣であった国務大臣である。日本語略称は郵政相（ゆうせいしょう）。
後身は総務大臣。

## 歴代の郵政大臣
- 辞令のある再任は代として数え、辞令のない留任は数えない。
- 太字は後に内閣総理大臣となった人物
- 臨時代理は大臣を欠いた場合のみ記載し、海外出張等の一時不在代理は記載しない。
- 2001年（平成13年）1月6日の中央省庁再編により、総務庁、郵政省、自治省が統合されて総務省が設置されたことで、以降は総務大臣が郵政大臣の職掌を引き継いでいる。

| 郵政大臣（郵政省設置法（昭和23年法律第244号））      | 郵政大臣（郵政省設置法（昭和23年法律第244号））      | 郵政大臣（郵政省設置法（昭和23年法律第244号））      | 郵政大臣（郵政省設置法（昭和23年法律第244号）） | 郵政大臣（郵政省設置法（昭和23年法律第244号））   |
| 代                                                   | 郵政大臣                                             | 内閣                                                 | 就任日                                          | 備考                                              |
| ---------------------------------------------------- | ---------------------------------------------------- | ---------------------------------------------------- | ----------------------------------------------- | ------------------------------------------------- |
| 01                                                   | 小沢佐重喜                                           | 第3次吉田内閣                                        | 1949年（昭和24年）6月1日                        | 電気通信大臣を兼務                                |
| 02                                                   | 田村文吉                                             | 第3次吉田第1次改造内閣                               | 1950年（昭和25年）6月28日                       | 電気通信大臣を兼務                                |
| 03                                                   | 佐藤栄作                                             | 第3次吉田第2次改造内閣                               | 1951年（昭和26年）7月4日                        | 電気通信大臣を兼務 〜1952年（昭和27年）8月1日まで |
| 03                                                   | 佐藤栄作                                             | 第3次吉田第3次改造内閣                               | 1951年（昭和26年）7月4日                        | 電気通信大臣を兼務 〜1952年（昭和27年）8月1日まで |
| 04                                                   | 高瀬荘太郎                                           | 第4次吉田内閣                                        | 1952年（昭和27年）10月30日                      |                                                   |
| 05                                                   | 塚田十一郎                                           | 第5次吉田内閣                                        | 1953年（昭和28年）5月21日                       | 行政管理庁長官、自治庁長官を兼務                  |
| 06                                                   | 武知勇記                                             | 第1次鳩山一郎内閣                                    | 1954年（昭和29年）12月10日                      |                                                   |
| 07                                                   | 松田竹千代                                           | 第2次鳩山一郎内閣                                    | 1955年（昭和30年）3月19日                       |                                                   |
| 08                                                   | 村上勇                                               | 第3次鳩山一郎内閣                                    | 1955年（昭和30年）11月22日                      |                                                   |
| 0–                                                   | 石橋湛山                                             | 石橋内閣                                             | 1956年（昭和31年）12月23日                      | 内閣総理大臣による臨時代理                        |
| 09                                                   | 石橋湛山                                             | 石橋内閣                                             | 1956年（昭和31年）12月23日                      | 内閣総理大臣による兼務                            |
| 10                                                   | 平井太郎                                             | 石橋内閣                                             | 1956年（昭和31年）12月27日                      |                                                   |
| 11                                                   | 平井太郎                                             | 第1次岸内閣                                          | 1957年（昭和32年）2月25日                       |                                                   |
| 12                                                   | 田中角栄                                             | 第1次岸改造内閣                                      | 1957年（昭和32年）7月10日                       |                                                   |
| 13                                                   | 寺尾豊                                               | 第2次岸内閣                                          | 1958年（昭和33年）6月12日                       |                                                   |
| 14                                                   | 植竹春彦                                             | 第2次岸改造内閣                                      | 1959年（昭和34年）6月18日                       |                                                   |
| 15                                                   | 鈴木善幸                                             | 第1次池田内閣                                        | 1960年（昭和35年）7月19日                       |                                                   |
| 16                                                   | 小金義照                                             | 第2次池田内閣                                        | 1960年（昭和35年）12月8日                       |                                                   |
| 17                                                   | 迫水久常                                             | 第2次池田第1次改造内閣                               | 1961年（昭和36年）7月18日                       |                                                   |
| 18                                                   | 手島栄                                               | 第2次池田第2次改造内閣                               | 1962年（昭和37年）7月18日                       |                                                   |
| 19                                                   | 小沢久太郎                                           | 第2次池田第2次改造内閣                               | 1963年（昭和38年）1月8日                        |                                                   |
| 20                                                   | 古池信三                                             | 第2次池田第3次改造内閣                               | 1963年（昭和38年）7月18日                       |                                                   |
| 21                                                   | 古池信三                                             | 第3次池田内閣                                        | 1963年（昭和38年）12月9日                       |                                                   |
| 22                                                   | 徳安実蔵                                             | 第3次池田改造内閣                                    | 1964年（昭和39年）7月18日                       |                                                   |
| 23                                                   | 徳安実蔵                                             | 第1次佐藤内閣                                        | 1964年（昭和39年）11月9日                       |                                                   |
| 24                                                   | 郡祐一                                               | 第1次佐藤第1次改造内閣                               | 1965年（昭和40年）6月3日                        |                                                   |
| 25                                                   | 新谷寅三郎                                           | 第1次佐藤第2次改造内閣                               | 1966年（昭和41年）8月1日                        |                                                   |
| 26                                                   | 小林武治                                             | 第1次佐藤第3次改造内閣                               | 1966年（昭和41年）12月3日                       |                                                   |
| 27                                                   | 小林武治                                             | 第2次佐藤内閣                                        | 1967年（昭和42年）2月17日                       |                                                   |
| 27                                                   | 小林武治                                             | 第2次佐藤第1次改造内閣                               | 1967年（昭和42年）2月17日                       |                                                   |
| 28                                                   | 河本敏夫                                             | 第2次佐藤第2次改造内閣                               | 1968年（昭和43年）11月30日                      |                                                   |
| 29                                                   | 井出一太郎                                           | 第3次佐藤内閣                                        | 1970年（昭和45年）1月14日                       |                                                   |
| 30                                                   | 広瀬正雄                                             | 第3次佐藤改造内閣                                    | 1971年（昭和46年）7月5日                        |                                                   |
| 0–                                                   | 田中角栄                                             | 第1次田中角栄内閣                                    | 1972年（昭和47年）7月7日                        | 内閣総理大臣による臨時代理                        |
| 31                                                   | 三池信                                               | 第1次田中角栄内閣                                    | 1972年（昭和47年）7月12日                       |                                                   |
| 32                                                   | 久野忠治                                             | 第2次田中角栄内閣                                    | 1972年（昭和47年）12月22日                      |                                                   |
| 33                                                   | 原田憲                                               | 第2次田中角栄第1次改造内閣                           | 1973年（昭和48年）11月25日                      |                                                   |
| 34                                                   | 鹿島俊雄                                             | 第2次田中角栄第2次改造内閣                           | 1974年（昭和49年）11月11日                      |                                                   |
| 35                                                   | 村上勇                                               | 三木内閣                                             | 1974年（昭和49年）12月9日                       |                                                   |
| 36                                                   | 福田篤泰                                             | 三木改造内閣                                         | 1976年（昭和51年）9月15日                       |                                                   |
| 37                                                   | 小宮山重四郎                                         | 福田赳夫内閣                                         | 1976年（昭和51年）12月14日                      |                                                   |
| 38                                                   | 服部安司                                             | 福田赳夫改造内閣                                     | 1977年（昭和52年）11月28日                      |                                                   |
| 39                                                   | 白浜仁吉                                             | 第1次大平内閣                                        | 1978年（昭和53年）12月7日                       |                                                   |
| 40                                                   | 大西正男                                             | 第2次大平内閣                                        | 1979年（昭和54年）11月9日                       |                                                   |
| 41                                                   | 山内一郎                                             | 鈴木善幸内閣                                         | 1980年（昭和55年）7月17日                       |                                                   |
| 42                                                   | 箕輪登                                               | 鈴木善幸改造内閣                                     | 1981年（昭和56年）11月30日                      |                                                   |
| 43                                                   | 檜垣徳太郎                                           | 第1次中曽根内閣                                      | 1982年（昭和57年）11月27日                      |                                                   |
| 44                                                   | 奥田敬和                                             | 第2次中曽根内閣                                      | 1983年（昭和58年）12月27日                      |                                                   |
| 45                                                   | 左藤恵                                               | 第2次中曽根第1次改造内閣                             | 1984年（昭和59年）11月1日                       |                                                   |
| 46                                                   | 佐藤文生                                             | 第2次中曽根第2次改造内閣                             | 1985年（昭和60年）12月28日                      |                                                   |
| 47                                                   | 唐沢俊二郎                                           | 第3次中曽根内閣                                      | 1986年（昭和61年）7月22日                       |                                                   |
| 48                                                   | 中山正暉                                             | 竹下内閣                                             | 1987年（昭和62年）11月6日                       |                                                   |
| 49                                                   | 片岡清一                                             | 竹下改造内閣                                         | 1988年（昭和63年）12月27日                      |                                                   |
| 50                                                   | 村岡兼造                                             | 宇野内閣                                             | 1989年（平成元年）6月3日                        |                                                   |
| 51                                                   | 大石千八                                             | 第1次海部内閣                                        | 1989年（平成元年）8月10日                       |                                                   |
| 52                                                   | 深谷隆司                                             | 第2次海部内閣                                        | 1990年（平成2年）2月28日                        |                                                   |
| 53                                                   | 関谷勝嗣                                             | 第2次海部改造内閣                                    | 1990年（平成2年）12月29日                       |                                                   |
| 54                                                   | 渡辺秀央                                             | 宮澤内閣                                             | 1991年（平成3年）11月5日                        |                                                   |
| 55                                                   | 小泉純一郎                                           | 宮澤改造内閣                                         | 1992年（平成4年）12月12日                       |                                                   |
| 56                                                   | 宮澤喜一                                             | 宮澤改造内閣                                         | 1993年（平成5年）7月20日                        | 内閣総理大臣による兼務                            |
| 57                                                   | 神崎武法                                             | 細川内閣                                             | 1993年（平成5年）8月9日                         |                                                   |
| 0–                                                   | 羽田孜                                               | 羽田内閣                                             | 1994年（平成6年）4月28日                        | 内閣総理大臣による臨時代理                        |
| 58                                                   | 日笠勝之                                             | 羽田内閣                                             | 1994年（平成6年）4月28日                        |                                                   |
| 59                                                   | 大出俊                                               | 村山内閣                                             | 1994年（平成6年）6月30日                        |                                                   |
| 60                                                   | 井上一成                                             | 村山改造内閣                                         | 1995年（平成7年）8月8日                         |                                                   |
| 61                                                   | 日野市朗                                             | 第1次橋本内閣                                        | 1996年（平成8年）1月11日                        |                                                   |
| 62                                                   | 堀之内久男                                           | 第2次橋本内閣                                        | 1996年（平成8年）11月7日                        |                                                   |
| 63                                                   | 自見庄三郎                                           | 第2次橋本改造内閣                                    | 1997年（平成9年）9月11日                        |                                                   |
| 64                                                   | 野田聖子                                             | 小渕内閣                                             | 1998年（平成10年）7月30日                       |                                                   |
| 64                                                   | 野田聖子                                             | 小渕第1次改造内閣                                    | 1998年（平成10年）7月30日                       |                                                   |
| 65                                                   | 前島英三郎 （八代英太）                              | 小渕第2次改造内閣                                    | 1999年（平成11年）10月5日                       |                                                   |
| 66                                                   | 前島英三郎 （八代英太）                              | 第1次森内閣                                          | 2000年（平成12年）4月5日                        |                                                   |
| 67                                                   | 平林鴻三                                             | 第2次森内閣                                          | 2000年（平成12年）7月4日                        |                                                   |
| 68                                                   | 片山虎之助                                           | 第2次森改造内閣                                      | 2000年（平成12年）12月5日                       | 自治大臣、総務庁長官を兼務                        |
| 総務庁、郵政省、自治省が統合され、総務省が設置される | 総務庁、郵政省、自治省が統合され、総務省が設置される | 総務庁、郵政省、自治省が統合され、総務省が設置される | 2001年（平成13年）1月6日                        | 総務大臣が職掌を継承した                          |